# Università Europea di Roma
L'Università Europea di Roma (acronimo UER) è un'università privata, situata in via degli Aldobrandeschi 190 a Roma. L'ateneo ha iniziato la propria attività nel 2005. È orientato all'insegnamento delle scienze umane, in particolare: psicologia, medicina, economia, management, giurisprudenza, scienze della formazione, turismo.

## Storia
L'Università Europea di Roma è stata fondata dalla congregazione religiosa dei Legionari di Cristo. È parte di una rete internazionale di università con sedi in Italia, Cile, Messico e Spagna.

## Struttura
L'università è organizzata in due dipartimenti: il Dipartimento di Scienze umane, a cui afferiscono i corsi di laurea in Economia, Giurisprudenza, Scienze della Formazione Primaria, Turismo e Management della Transizione Digitale, e il Dipartimento di Scienze della Salute e della Vita, a cui afferiscono i corsi di laurea di Medicina e di Psicologia. 
Scuola di Alta Formazione
E' stata fondata nel 2019 come scuola dedicata alle attività di formazione professionale e continua per lo sviluppo delle competenze.
Biblioteca
La biblioteca dell'ateneo, dedicata a Pio XII, custodisce documenti, pubblicazioni, banche dati e risorse elettroniche riguardanti le discipline insegnate presso Università Europea di Roma e presso il pontificio ateneo Regina Apostolorum ed ospita collezioni, tra cui il patrimonio librario della Fondazione Alcide De Gasperi.
Residenza universitaria
Il 17 ottobre 2019 è stata inaugurata la residenza universitaria UER.

## Centri di ricerca
Nell'ateneo sono presenti vari centri di ricerca:
- Geographic Research and Application Laboratory (GREAL)
- Centro di Ricerca di Eccellenza per il Diritto d’Autore (CREDA)
- Experimental and Applied Psychology Laboratory (EAPL)
- Centro di ricerca sulla fiscalità etica, l’imposizione tributaria e i reati economici (CRF)
- Centro Studi sul Diritto delle Assicurazioni (CESDA)
- Centro Studi su Heritage e Territorio (CeSHeT)
- Business@Health
- International Business and Tax Centre (IBTC)
- Innovation, Regulation and Competition Policy Centre (ICPC)
- International Research Center for Inclusion and Teacher Training (IRCIT)
- Culture For Impact – Research center and practice lab
- Welfare generativo, sostenibilità e diritti

## Sport
Dal 2019 l'università ha il proprio gruppo sportivo denominato Panthers. Le attività a cui partecipa sono calcio a 8, calcio a 5, pallacanestro, pallavolo, rugby, padel, tennis, atletica e scacchi.  Nell'anno accademico 2022-2023 la squadra di calcio a 8 è la prima squadra universitaria a partecipare alla Lega di Calcio a 8 della città di Roma. Le altre discipline partecipano, invece, ai Campionati delle Università di Roma.

## Controversie
Nel 2010 alcuni docenti dell'ateneo sono stati coinvolti in un'inchiesta della Procura della Repubblica di Bari, denominata Do ut des, riguardante presunte irregolarità nei concorsi pubblici per professori ordinari. La stessa indagine, che complessivamente ha riguardato 35 docenti, ha visto coinvolti anche professori di altre università: l'Università degli Studi di Bari Aldo Moro, l'Università degli Studi di Sassari, l'Università della Valle d'Aosta, l'Università degli Studi di Milano-Bicocca, l'Università degli Studi di Trento, l'Università degli Studi Roma Tre e la Libera Università Mediterranea.
L'inchiesta si è chiusa negli anni 2016 (su ordine del tribunale di Roma) e 2017 (per prescrizione).

## Rettori
- Paolo Scarafoni (2005-2013)
- Luca Gallizia (2013-2016)
- Pedro Amador Barrajón Muñoz (dal 2016)